# Jefferson Souza
Jefferson Maurity de Souza, detto Dengo (Rio de Janeiro, giugno 1908 – Petrópolis, 1º dicembre 1992), è stato un pallanuotista brasiliano.
È stato membro del Brasile di pallanuoto che ha partecipato ai Giochi di Los Angeles 1932, classificandosi al quinto posto.